# Mười ngày
Mười ngày (tiếng Ý: Decameron, [deˈkaːmeron; dekameˈrɔn; dekameˈron] hoặc Decamerone [dekameˈroːne]) là tác phẩm nổi tiếng nhất của nhà văn Ý Giovanni Boccaccio.

## Nội dung
Tác phẩm này gồm 100 câu chuyện do 3 chàng kị sĩ trẻ và 7 cô gái kể cho nhau nghe để đỡ buồn trong 10 ngày về sống tại một ngôi nhà ở nông thôn để tránh nạn dịch hạch xảy ra ở Phirenxê năm 1348. Bằng lối văn châm biếm dí dỏm, các câu chuyện ấy hoặc là kể lại nhưng truyện trong thần thoại và truyền thuyết, hoặc là những câu chuyện phương Đông, nhưng nhiều nhất là những câu chuyện khai thác trong xã hội đương thời, trong đó đề cập đến nhiều đối tượng như lái buôn, tu sĩ, giáo sĩ, quý tộc... " Mười ngày " của Boccacio là một tác phẩm có tính chất vượt thời đại trong lịch sử văn học châu Âu.